# Vittore di Vita
Vittore di Vita (in latino Victor Vitensis; 430 circa – dopo il 484) è stato un vescovo cattolico romano nativo di Vita nella provincia africana di Bizacena, autore dell'Historia persecutionis Africanae Provinciae, temporibus Geiserici et Hunirici regum Wandalorum, la principale testimonianza contemporanea delle politiche anti-nicene del regno ariano dei Vandali.

## Notizie biografiche
Incerta e discussa è la tradizione secondo cui l'autore dell'Historia persecutionis sia da identificare con l'omonimo vescovo Vittore di Vita menzionato nel 484 nella Notitia Provinciarum et Civitatum Africae, attribuita allo stesso autore della Historia.
Vittore, autore dell'Historia, era un prete del clero di Cartagine, città dove risulta soggiornare almeno dal 480/481 al 484. Era in strette relazioni con il vescovo Eugenio di Cartagine, che sembra gli abbia commissionato, tra il febbraio e il dicembre del 484, la stesura di una storia dei cristiani in Africa perseguitati dai Vandali; dopo quest'impresa divenne vescovo, o di Vita o di qualche altra sede sconosciuta.

## LaHistoria persecutionis Africanae provinciae
Inizialmente divisa in cinque libri, l'opera è oggi pubblicata in tre, dei quali il primo, che si occupa del regno di Genserico (427-77), è un riassunto di altre opere, mentre i restanti due, che coprono il regno di Unerico, sono il risultato della testimonianza diretta di Vittore.
Sebbene talvolta esageri nelle sue descrizioni, sono pochi gli eventi raccontati e non accaduti.
Vittore getta luce sulle condizioni religiose e sociali di Cartagine e sulla liturgia africana di quel periodo. La sua storia contiene molti documenti non altrimenti accessibili, come il credo dei vescovi ortodossi di Eugenio di Cartagine presentato ad Unnerico al sinodo ariano-cattolico nel 484.
Due documenti – Passio beatissimorum martyrum qui apud Carthaginem passi sunt sub impio rege Hunerico e Notitia Provinciarum et Civitatum Africae – che erano originariamente inclusi nell'opera non sono probabilmente di Vittore; il primo potrebbe essere l'opera di un suo contemporaneo, mentre il secondo elenca i vescovi cattolici convocati alla conferenza del 484 secondo la disposizione geografica delle loro sedi episcopali.

### Edizioni
- (LA) Historia persecutionis Africanae provinciae sub Geiserico et Hunirico regibus Wandalorum, a cura di Carolus Halm, in Monumenta Germaniae Historica inde ab anno Christi quingentesimo usque ad annum millesimum et quingentesimum. Auctores antiquissimi, III/1, Berolini, apud Weidmannos, 1879.
- (LA) Historia persecutionis Africanae provinciae, a cura di Michael Petschenig, Vindobonae, apud C. Geroldi filium bibliopolam Academiae, 1881.
- Storia della persecuzione vandalica in Africa, traduzione, introduzione e note a cura di Salvatore Costanza, Roma, Città  Nuova editrice, 1981, ISBN 88-311-3029-3.
- (EN) History of the Vandal Persecution, translated with notes and introduction by John Moorhead, Liverpool, Liverpool University Press, 1992, ISBN 0-85323-127-3.